# 5e division de chasseurs (Allemagne)
Pour les articles homonymes, voir 5e division.
La 5e division de Chasseurs (en allemand : 5. Jäger-Division) est une des divisions d'infanterie de l'armée allemande (Wehrmacht) durant la Seconde Guerre mondiale.

## Création et différentes dénominations
La 5. Jäger-Division est formée le 6 juillet 1942 par la réorganisation de la 5. Leichte Infanterie-Division.
Largement détruite au nord de Berlin, la division traverse l'Elbe et se rend à l'armée américaine les 2 et 3 mai 1945, à Wittenberge et Lenzen respectivement.

## Organisation

### Commandants
| Date                              | Grade                  | Commandant        |
| --------------------------------- | ---------------------- | ----------------- |
| ? juillet 1942 - 4 janvier 1943   | General der Infanterie | Karl Allmendinger |
| 4 janvier 1943 - 1er mars 1944    | General der Infanterie | Helmut Thumm      |
| 1er mars 1944 - 30 juin 1944      | Generalmajor           | Johannes Gittner  |
| 30 juin 1944 - 1er novembre 1944  | General der Infanterie | Hellmuth Thumm    |
| 1er novembre 1944 - 19 avril 1945 | Generalleutnant        | Friedrich Sixt    |
| 19 avril 1945 - ? avril 1945      | Generalleutnant        | Edmund Blaurock   |

## Théâtres d'opérations
- Front de l'Est, secteur Nord : Juillet 1942 - Février 1944
- Front de l'Est, secteur Centre : Février 1944 - Septembre 1944
- Pologne, Allemagne et Berlin : Septembre 1944 - Avril 1945

## Ordre de bataille
1942
- Jäger-Regiment 56
- Jäger-Regiment 75
- Radfahr-Abteilung 5
- Artillerie-Regiment 5
- Pionier-Bataillon 5
- Panzerjäger-Abteilung 5
- Nachrichten-Abteilung 5
- Feldersatz-Bataillon 5
- Versorgungseinheiten 5

1943-1945
- Jäger-Regiment 56
- Jäger-Regiment 75
- Aufklärungs-Abteilung 5
- Artillerie-Regiment 5
- Pionier-Bataillon 5
- Panzerjäger-Abteilung 5
- Nachrichten-Abteilung 5
- Feldersatz-Bataillon 5
- Versorgungseinheiten 5